# Abdul Fatawu Issahaku
Abdul Fatawu Issahaku (Tamale, 8 de marzo de 2004) es un futbolista ghanés que juega en la demarcación de delantero para el Leicester City F. C. de la EFL Championship.

## Selección nacional
Tras jugar con las categorías inferiores, finalmente hizo su debut con la selección de fútbol de Ghana el 9 de octubre de 2021 en un encuentro de clasificación para la Copa Mundial de Fútbol de 2022 contra Zimbabue que finalizó con un resultado de 3-1 a favor del combinado ghanés tras los goles de Thomas Partey, Mohammed Kudus y André Ayew para el combinado ghanés, y de Knowledge Musona de penalti para Zimbabue.

### Participaciones en Copas del Mundo
| Mundial           | Sede  | Resultado      | Partidos | Goles |
| ----------------- | ----- | -------------- | -------- | ----- |
| Copa Mundial 2022 | Catar | Fase de grupos | 1        | 0     |

## Clubes
| Club                   | País       | Año       | Partidos | Goles |
| ---------------------- | ---------- | --------- | -------- | ----- |
| Steadfast FC           | Ghana      | 2019-2021 | 27       | 20    |
| Dreams FC              | Ghana      | 2021      | 7        | 6     |
| Sporting de Lisboa "B" | Portugal   | 2022-2023 | 13       | 2     |
| Sporting de Lisboa     | Portugal   | 2022-2023 | 12       | 0     |
| Leicester City F. C.   | Inglaterra | 2023-     | 56       | 7     |

## Palmarés

### Campeonatos nacionales
| Título           | Equipo               | País       | Año  |
| ---------------- | -------------------- | ---------- | ---- |
| EFL Championship | Leicester City F. C. | Inglaterra | 2024 |